# Pasekan (Pasekan)
Pasekan is een bestuurslaag in het regentschap Indramayu van de provincie West-Java, Indonesië. Pasekan telt 2728 inwoners (volkstelling 2010).